# Distretto di Horodyšče
Il distretto di Horodyšče (in ucraino Городищенський район?) era un distretto (rajon) dell'Ucraina, situato nell'oblast' di Čerkasy. Il suo capoluogo era Horodyšče.
È stato soppresso con la riforma amministrativa del 2020.